# رابرت زیکرت
رابرت زیکرت (انگلیسی: Robert Zickert؛ زادهٔ ۲۳ مارس ۱۹۹۰) بازیکن فوتبال اهل آلمان است.
از باشگاه‌هایی که در آن بازی کرده‌است می‌توان به باشگاه فوتبال انرژی کوتبوس، باشگاه فوتبال کارل زایس ینا، و باشگاه فوتبال لوکوموتیو لایپزیگ اشاره کرد.